# Рустадстуэн, Арне
Арне Рустадстуэн (норв. Arne Rustadstuen; 14 декабря 1905 года, Лиллехаммер — 25 апреля 1978 года, Лиллехаммер) — норвежский двоеборец и лыжник, призёр чемпионата мира в двоеборье, призёр олимпийских игр и чемпион мира в лыжных гонках.

## Карьера
На Олимпийских играх 1932 года в Лейк-Плэсиде завоевал бронзу в гонке на 50 км, более трёх минут уступив серебряному медалисту финну Вяйнё Лиикканену и лишь 11 секунд выиграв у ставшего четвёртым своего партнёра по команде Оле Хегге. Так же был 5-м в гонке на 18 км.
На Олимпийских играх 1936 года в Гармиш-Партенкирхене занял 6-е место в гонке на 18 км.
На чемпионатах мира завоевал одну золотую и одну серебряную медали в лыжных гонках, на чемпионате 1930 года. Так же имеет одну бронзовую медаль чемпионата мира 1931 года, завоёванную им в двоеборье.
После завершения спортивной карьеры работал маляром.